# Леві-Джере
Леві́-Джере́ (англ. Levi Jere) — традиційна громада у складі дистрикту Мзімба Північного регіону Малаві.
Населення — 18793 особи (2018).